# Ik ga naar Frankrijk
"Ik ga naar Frankrijk" is een nummer van de Nederlandse band The Amazing Stroopwafels. Het nummer verscheen op hun album 5 uit 1984. Dat jaar werd het uitgebracht als de eerste single van het album.

## Achtergrond
"Ik ga naar Frankrijk" is geschreven door zanger, bassist en pianist Wim Kerkhof. In het nummer vertelt de zanger tegen zijn ex dat hij haar nooit meer wil zien en daarom naar Frankrijk emigreert, aangezien zij het land haat. In de coupletten beschrijft hij zijn treinrit. Het nummer heette oorspronkelijk "Ik ga naar Duitsland", maar nadat iemand Kerkhof erop wees dat dit verkeerd opgevat zou kunnen worden vanwege de holocaust, in combinatie met de daaropvolgende tekstregel "en ik kom nooit meer terug", werd Duitsland veranderd in Frankrijk.
"Ik ga naar Frankrijk" bereikte geen hitlijsten, maar verkreeg bekendheid door het vele gebruik in het radioprogramma Radio Tour de France. Ter promotie trad de band op tijdens een aflevering van Op volle toeren. Naar aanleiding van de Olympische Zomerspelen 1984 in Los Angeles vroeg Frits Spits aan de groep of zij het nummer wilden bewerken tot "Ik ga naar LA", maar zij gingen hier niet mee akkoord. Kerkhof vertelde hierover: "Dat is de deconfiture van dat liedje."

## NPO Radio 2 Top 2000
| Nummer met noteringen in de NPO Radio 2 Top 2000 | '05 | '06 | '07 | '08  | '09  | '10  | '11  | '12  | '13  | '14  | '15  |
| ------------------------------------------------ | --- | --- | --- | ---- | ---- | ---- | ---- | ---- | ---- | ---- | ---- |
| Ik ga naar Frankrijk                             | 805 | 879 | 600 | 1088 | 1279 | 1086 | 1213 | 1736 | 1685 | 1958 | 1778 |

1. ↑  Een vetgedrukt getal geeft de hoogste notering aan.
2. ↑  2005 was het eerste jaar met een notering voor dit nummer.
3. ↑  Deze tabel is bijgewerkt tot en met de laatste editie (2024).